# 仲永檀
仲永檀（？—1743年），字襄溪，号乐园。山东济宁人。清朝政治人物。

## 生平
乾隆元年（1736年）丙辰科进士，改庶吉士，授编修，乾隆五年（1740年），考選陝西道監察御史。历官左副都御史。乾隆六年（1741年）参奏步军统领鄂善收受俞姓富户贿赂白银一万两，並借故牵连出张廷玉、徐本、赵国麟等人皆有吊丧致礼之嫌。乾隆帝称赞他“胸有所见，直陈无隐，是其可嘉处”，以功晋封至佥都御史。但张廷玉、赵国麟致礼吊丧之事，经审査确属“无事生非、子虚乌有”之事。赵国麟对仲永檀的诬告，心怀不满，上疏乞求引退。乾隆擢赵国麟为礼部尚书，以示安抚。赵国麟仍耿耿于怀，多次求退，終被削夺官职。
乾隆七年（1742年），仲永檀弹劾刑部尚书兼领乐部張照“以九卿之尊亲操戏鼓”。张照則反擊仲永檀曾将留中密奏的疏稿内容泄露给鄂尔泰之子鄂容安，最後仲永檀以“依附師門”、“暗結黨援”的罪名下獄。乾隆七年十二月（1743年），仲永檀死於狱中。一說為张照所鸩殺。著有《乐园诗草偶存》。《清史稿》有傳

## 延伸阅读
[在维基数据编辑]
 《清史稿/卷306》，出自趙爾巽《清史稿》